# Marienfeld (Daghestan)
Pour les articles homonymes, voir Marienfeld.
Marienfeld (Мариенфельд) ce qui signifie en allemand « champ de Marie », est un ancien village de colons allemands situé au Daghestan (fédération de Russie) au nord-est de Khassaviourt. Du temps de l'URSS, il faisait partie du soviet agricole de Kazmaaoul dont dépendait l'actuel village de Kourouch.

## Historique
Ce village a été fondé par quinze familles de paysans allemands en 1908 qui confessaient le catholicisme, alors que la plupart des Allemands du Daghestan confessaient le protestantisme luthérien ou mennonite (comme dans les colonies mennonites du Terek). Il était situé dans l'okroug de Khassaviourt qui dépendait de l'oblast du Terek.
En 1914, le village de cette colonie agricole prospère comprenait 118 habitants. Mais ils ont été obligés de quitter leur village en 1918 à cause de razzias de Tchétchènes voulant chasser les « infidèles ». Soixante-dix-sept colons sont retournés au village en 1920 après que le nouveau pouvoir soviétique eut rétabli l'ordre. Des Tchétchènes s'y étaient également installés. Les Allemands sont déportés en octobre 1941 sur ordre de Staline vers le Kazakhstan et les Tchétchènes sont également déportés en 1944. Le village est abandonné.

## Source
- (ru) Cet article est partiellement ou en totalité issu de l’article de Wikipédia en russe intitulé « Мариенфельд (Дагестан) » (voir la liste des auteurs).